# Peronne Road Cemetery
Peronne Road Cemetery is een Britse militaire begraafplaats met gesneuvelden uit de Eerste Wereldoorlog en gelegen in de Franse gemeente Maricourt (departement Somme). De begraafplaats ligt langs de weg van Albert naar Péronne op 300 m ten zuiden van het dorpscentrum.
Ze werd ontworpen door Herbert Baker en heeft een trapeziumvormig grondplan met een oppervlakte van 3.787 m². Het terrein wordt aan drie zijden begrensd door een lage bakstenen muur. De toegang bestaat uit een trap met een zestal treden tussen bakstenen bloembakken. Het Cross of Sacrifice staat direct na de toegang en de Stone of Remembrance staat centraal tegen de oostelijke muur. Op de aslijn van de toegang en het Cross staat tegen de noordelijke muur een open bakstenen schuilgebouw onder een plat dak met twee ronde zuilen en vierkante hoekpijlers. 
Er liggen 1.347 doden waaronder 366 niet geïdentificeerde.
De begraafplaats wordt onderhouden door de Commonwealth War Graves Commission.

## Geschiedenis
Maricourt was aan het begin van de Slag aan de Somme in 1916 een belangrijk knooppunt voor Britse en Franse troepen en lag op zeer korte afstand van de frontlinie. Het dorp ging verloren tijdens het Duitse lenteoffensief van maart 1918 maar werd eind augustus van dat jaar door de Britten heroverd. De begraafplaats, oorspronkelijk bekend als Maricourt Military Cemetery No.3, werd in 1916 begonnen door gevechtseenheden en veldhospitalen en werd gebruikt tot augustus 1917. Later werden een paar graven toegevoegd en bij de wapenstilstand bestond ze uit 175 graven die nu bijna het geheel van plot I vormen.
Na de wapenstilstand werd de begraafplaats nog uitgebreid door de concentratie van graven uit de slagvelden in de directe omgeving en uit kleinere begraafplaatsen, waaronder: Authuile Communal Cemetery Extension in Authuille (23 doden), Briqueterie East Cemetery  (46 doden) in Montauban, Carnoy Communal Cemetery Extension (1 dode) en Talus Boise British Cemetery (180 doden) in Carnoy, La Cote Military Cemetery (50 doden), Maricourt French Military Cemetery (2 doden), Montauban Road French Military Cemetery (6 doden) en Casement Trench Cemetery (164 doden) in Maricourt, Fargny Mill French Military Cemetery in Curlu (8 doden), 
Onder de geïdentificeerde slachtoffers zijn er 933 Britten, 34 Zuid-Afrikanen, 14 Australiërs en 1 Canadees. Voor 36 slachtoffers werden Special Memorials opgericht omdat hun graven niet meer gelokaliseerd konden worden en men neemt aan dat zij zich onder naamloze grafzerken bevinden. Drie andere slachtoffers die oorspronkelijk in een andere begraafplaats begraven waren worden ook met Special Memorials herdacht omdat hun graven daar door oorlogsgeweld vernietigd werden.

## Graven

### Onderscheiden militairen
- William Herbert Anderson, luitenant-kolonel bij de Highland Light Infantry werd onderscheiden met het Victoria Cross (VC).
- Frank Aubrey Jones, luitenant-kolonel bij de South African Infantry werd onderscheiden met de The Most Distinguished Order of Saint Michael and Saint George en de Distinguished Service Order (CMG, DSO).
- Edward Henry Trotter, luitenant-kolonel bij de Grenadier Guards; John Leslie Mowbray, majoor bij de Royal Field Artillery en Charles Berjew Brooke, luitenant bij het Yorkshire Regiment werden onder scheiden met de Distinguished Service Order (DSO).
- Christopher Herbert Oakley, kapitein bij het London Regiment en Thomas Noel Heath Stretch, onderluitenant bij het Machine Gun Corps (Infantry) werden tweemaal onderscheiden met het Military Cross (MC and Bar).
- R.L. Hannah, kapitein bij de Highland Light Infantry en Alan Cumming Fraser, onderluitenant bij het London Regiment werden onderscheiden met het Military Cross (MC).
- W.S. Weeks, sergeant bij de Australian Infantry, A.I.F., H.G. England, sergeant bij de Duke of Wellington's (West Riding Regiment), J.R. Mawhinney, kanonnier bij de Royal Field Artillery en A.P.V.G. March, korporaal bij het London Regiment werden onderscheiden met de Distinguished Conduct Medal (DCM). Laatstgenoemde ontving ook nog de Military Medal (DCM, MM).
- Wilfred Hubert Moore, sergeant bij het London Regiment (Prince of Wales Own Civil Service Rifles) werd onderscheiden met de Meritorious Service Medal (MSM).
- er zijn nog 18 militairen die werden onderscheiden met de Military Medal (MM) waaronder sergeant Harold George Kither tweemaal (MM and Bar).

### Minderjarige militairen
- Kenneth Christie, soldaat bij de South African Infantry; Walter Thomas Martin, soldaat bij de The Buffs (East Kent Regiment) en John Mayhew, soldaat bij de The Queen's (Royal West Surrey Regiment) waren 16 jaar toen ze sneuvelden.

### Alias
- pionier I. Jacob Hershon diende onder het alias W.D. Harris bij de Royal Engineers.